# Juan Planella y Rodríguez
Juan Planella y Rodríguez (1849-1910) fue un pintor español.

## Biografía
Nació el 2 de febrero de 1849. Natural de Barcelona, fue discípulo de Claudio Lorenzane y Ramón Martí Alsina en la Escuela de Bellas Artes de su ciudad natal. En la Exposición de Barcelona de 1870 presentó una copia de Rembrandt y dos cuadritos originales: Un asistente en la cocina y Un viejo en pasatiempo. En la Exposición celebrada en Barcelona en 1871 expuso El día de San Baldomero y El invierno de la vida, obras por las que alcanzó una medalla y que remitió el mismo año a la Exposición Nacional de Bellas Artes de Madrid.

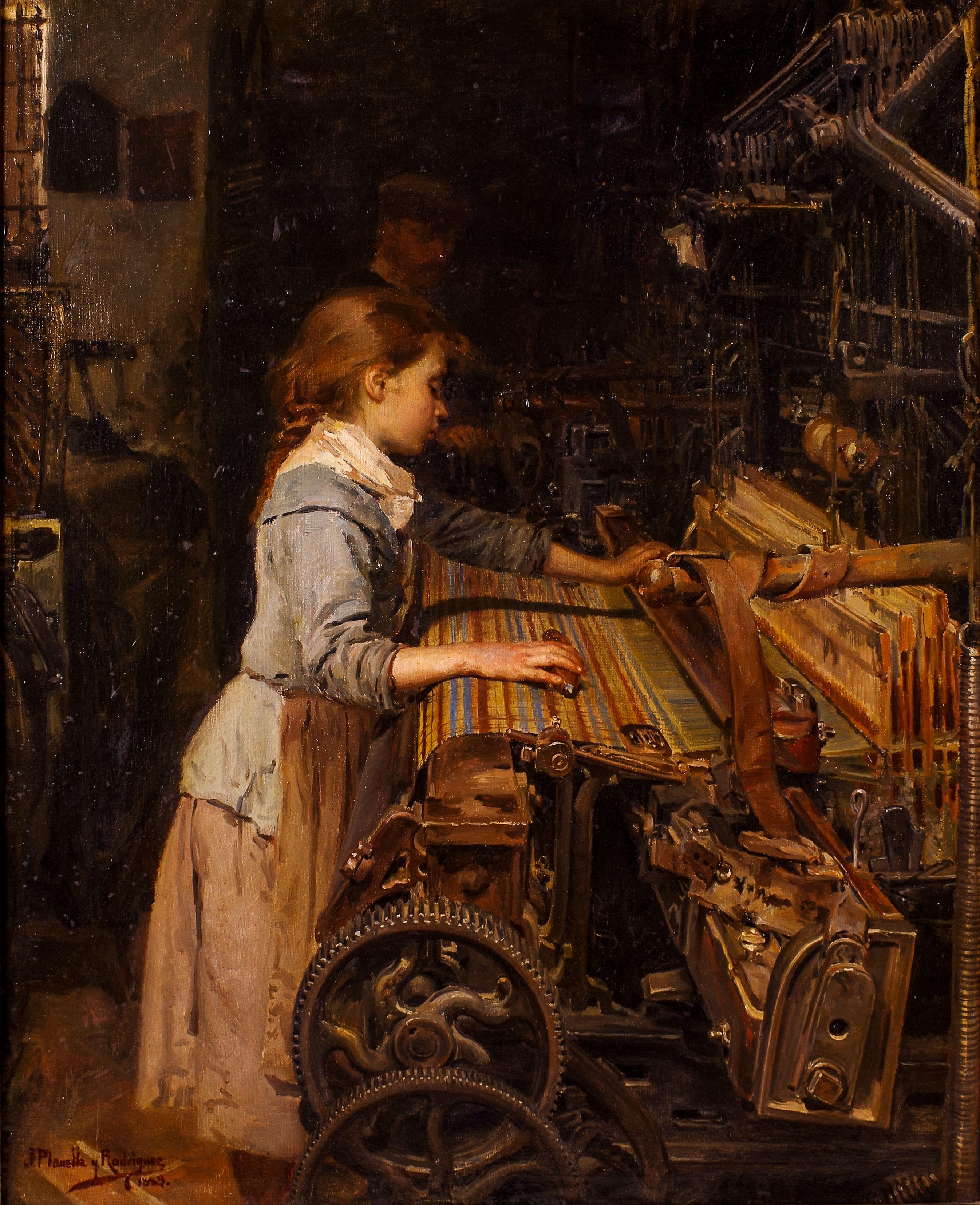
La niña obrera

En La Exposición celebrada en 1872 con motivo de las fiestas de Barcelona, expuso los cuadros Aspiraciones opuestas, La siesta del obrero y El pensionado. En 1875, abierta oposición para optar a una pensión en Roma, Planella la obtuvo y se trasladó a la ciudad italiana. Desde allí remitió a España en 1877 la copia al óleo de un techo de Tiepolo, ejecutado en Venecia, además de una reproducción a la acuarela del mismo techo y Un campesino romano, dibujo al lápiz. En 1881 presentó en la Exposición del Ateneo Barcelonés y en la Exposición Nacional de Madrid sus cuadros La vendimia y Camino de Montserrat.
Fueron también obras suyas Retrato de Sarah Bernhardt, El general Prendergast á caballo seguido de su Estado Mayor, Una marina, Soldado de caballería, La feria del arrabal de Barcelona y La niña obrera. Falleció el 21 de junio de 1910.